# Edmund Flagg
Pour les articles homonymes, voir Flagg.
Edmund Flagg, né le 24 novembre 1815 à Wiscasset (Maine) et mort le 1er novembre 1890 à Salem (Virginie), est un auteur et fonctionnaire américain.

## Biographie
Edmund Flagg nait le 24 novembre 1815 à Wiscasset dans le Maine. Il est le fils d'Edmund Flagg et d'Harriet Payson. Il est diplômé avec distinction du Bowdoin College en 1835. La même année, il déménage avec sa mère veuve et sa sœur à Louisville, dans le Kentucky, où il enseigne brièvement les lettres classiques dans une école de garçons. L'été suivant, il explore les prairies de l'Illinois et du Missouri et publie dans le Louisville Daily Journal quelques essais basés sur ses observations, intitulés Tales of a Traveller.
En 1848 il est nommé secrétaire du ministre des États-Unis à Berlin, et, en 1850, consul à Venise. En 1852 il dirige un journal démocratique à Saint-Louis (Missouri).
Edmund Flagg meurt le 1er novembre 1890 à Salem (Virginie).